# Illumination (film, 1973)
Pour les articles homonymes, voir Illumination.
Pour plus de détails, voir Fiche technique et Distribution.
Illumination (Illuminacja) est un film polonais réalisé par Krzysztof Zanussi, sorti en 1973.

## Synopsis
Le parcours d'un jeune étudiant, Franciszek, qui choisit d'abord d'étudier la physique, puis, peu à peu, en proie au doute et confronté à la mort, abandonne ses certitudes tout en cherchant un sens à sa vie.

## Fiche technique
- Titre : Illumination
- Titre original :    Iluminacja
- Réalisation : Krzysztof Zanussi
- Scénario : Krzysztof Zanussi
- Directeur de la photographie : Edward Kłosiński
- Production : Film Polski (Varsovie)
- Musique : Wojciech Kilar
- Pays d'origine :  Pologne
- Format : Couleurs
- Genre : Drame
- Durée : 91 minutes
- Dates de sortie : 
  -  Pologne : 23 novembre 1973
  -  France : 16 octobre 1974

## Distribution
- Stanisław Latałło : Franciszek Retman
- Małgorzata Pritulak : Malgorzata
- Monika Dzienisiewicz-Olbrychska : Agnieszka
- Edward Żebrowski : Le médecin
- Jan Skotnicki : Le malade mathématicien
- Irena Horecka : Matka, la mère du mathématicien
- Jadwiga Colonna-Walewska : La mère de Franciszek
- Włodzimierz Zawadzki : L'assistant
- Władysław Marek Turski : Dans son propre rôle
- Władysław Tatarkiewicz : Dans son propre rôle
- Iwo Białynicki-Birula : Dans son propre rôle
- Joanna Żółkowska
- Łukasz Turski
- Włodzimierz Zonn

## Récompenses
- 1973 : Léopard d'or au Festival international du film de Locarno